# Żeglarstwo na Światowych Wojskowych Igrzyskach Sportowych 2019 – 470 (mix)
Zawody w klasie 470 mix podczas Światowych Wojskowych Igrzyskach Sportowych 2019 w Wuhanie odbyły się w dniach  20 – 22 października. Regaty zostały przeprowadzone na obiektach East Lake Mid-Lake Pavilion Park Sailing Venue w Wuhanie.

## Terminarz
| Data                      | Godzina (UTC+08:00) | Wydarzenie       |
| ------------------------- | ------------------- | ---------------- |
| 20 października 2019(dts) | 10:28               | Wyścig – 1, 2, 3 |
| 21 października 2019(dts) | 11:00               | Wyścig – 4, 5, 6 |
| 22 października 2019(dts) | 10:13               | Wyścig medalowy  |

## Uczestnicy
Do zawodów zgłoszono 22 żeglarzy reprezentujących 11 kraje. 
- Brazylia (2)
- Chiny (2)
- Dania (2)
- Ekwador (2)
- Francja (2)
- Hiszpania (2)
- Indonezja (2)
- Rosja (2)
- Sri Lanka (2)
- Włochy (2)
- Ukraina (2)

Jedno państwo mogło wystawić 1 osadę (1 zawodniczka, 1 zawodnik). Regaty stały pod znakiem bardzo słabego wiatru (ok. dwóch węzłów), dlatego rozegrano tylko 7 wyścigów.

## Medaliści
| Złoto                                        | Srebro                                    | Brąz                                     |
| Brazylia · Ana Barbachan · Geison Dzioubanov | Rosja · Ludmiła Dmitriewa · Paweł Sozykin | Włochy · Bianca Caruso · Giacomo Ferrari |

## Wyniki
| Miejsce | Zawodnik                                                                           | Wyścig | Wyścig   | Wyścig   | Wyścig | Wyścig | Wyścig | Wyścig | Punkty | Punkty |
| Miejsce | Zawodnik                                                                           | 1      | 2        | 3        | 4      | 5      | 6      | M      | Tot    | Net    |
| ------- | ---------------------------------------------------------------------------------- | ------ | -------- | -------- | ------ | ------ | ------ | ------ | ------ | ------ |
| 01 !    | Ana Barbachan Geison Dzioubanov                                                    | 1      | (5)      | 1        | 2      | 1      | 1      | 2      | 13     | 8      |
| 02 !    | Ludmiła Dmitriewa Paweł Sozykin                                                    | 2      | 1        | 3        | 5      | (7)    | 2      | 4      | 24     | 17     |
| 03 !    | Bianca Caruso Giacomo Ferrari                                                      | 5      | 2        | 5        | 1      | 4      | 4      | (6)    | 27     | 21     |
| 4       | Marina Lefort Jeremie Mion                                                         | 3      | DSQ (12) | 2        | 4      | 2      | 6      | 5      | 34     | 22     |
| 5       | Andżelina Koszova Borys Szwets                                                     | 4      | 4        | (6)      | 3      | 6      | 3      | 3      | 29     | 23     |
| 6       | Yani Xu Zangjun Xu                                                                 | (6)    | 3        | 4        | 6      | 5      | 5      | 1      | 30     | 24     |
| 7       | Kristine Moeller Verner Frederik Stage Nielsen                                     | 8      | 6        | 8        | 7      | 3      | 7      | (10)   | 49     | 39     |
| 8       | Inti Dwi Rahmawati Bobi Muhmad Hakim Sanjaya                                       | 9      | 8        | 7        | 8      | (10)   | 9      | 7      | 58     | 48     |
| 9       | Carmen Andrea Rosales Nunez Jose Enrique Pomares Moreno                            | 7      | 7        | 9        | (10)   | 9      | 8      | 8      | 58     | 48     |
| 10      | Thilini Lakmali Karunarathna Weerakkodi Muditha Upul Gnanawardhana Nawela Mahagama | 10     | 9        | DNF (12) | 9      | 8      | 11     | 9      | 68     | 56     |
| 11      | Diana Karolina Garcia Solarzano Shunji Mitsunori Osawa Puicon                      | 11     | DNF (12) | DNF      | 11     | DNF    | 10     | 11     | 79     | 67     |

M = Wyścig medalowy